# حركة التغيير الآن

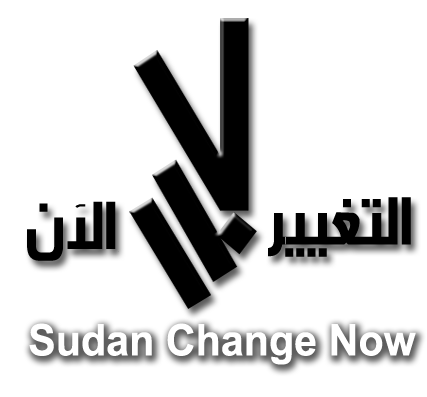
شعار حركة التغيير الآن

حركة التغيير الآن حركة تغيير سياسي واجتماعي تعمل من اجل انفاذ وتحقيق التحول الديموقراطي في السودان بصورة سلمية منتهجة منهج اللا عنف كما ينص ميثاقها كخطوة نحو التقدم المنشود للدولة السودانية. تعمل الحركة على اجل اسقاط النظام الشمولي الحاكم منذ انقلابه على النظام الديموقرطي في السودان في يونيو 1989، على جميع مستوياته السياسية والاجتماعية والاقتصادية والثقافية. وتسعي لاحقاق الحقوق الاجتماعية والسياسية والاقتصادية والثقافية الواردة في ميثاقها .

## التأسيس
تأسست حركة التغيير الآن بمبادرة من ناشطين/ات في أخر 2010م وفامت نتيجة لتشبيك وتجميع لعدد من مجموعات مقاومة بغرض الدعوة لاسقاط النظام، وضع أول مسودة لميثاق التغيير الآن في مايو 2011 وكان ذلك بعد شهور من العمل المقاوم وبقناعة ضرورة وجود جسم واليات عمل جديدة في الوسط المقاوم السوداني، ومرت بعدة مراحل مستوعبة داخلها عددأ أكبر من الناشطين والفاعليين الاجتماعيين والسياسيين .

## الميثاق والأهداف
يبدأ ميثاقها بمخاطبة أبناء وبنات السودان بالنداء التالي:
نداء الحق والواجب هو دافعنا وهادينا نحن مجموعات من أبناء وبنات السودان منحدرين من كافة أقاليمه، مدنه، أريافه، بواديه، أديانه، أعراقه، تياراته وإثنياته المختلفة، التقينا من قبل في فصول الدراسة، ميادين كرة الدافوري، ورش العمل، وسقالات الطلبة، تشاركنا حلم العمل الشريف بعيداً عن شبح البطالة، ونبش الهم اليومي لحال الوطن المائل في أحيائنا الصغيرة ومدننا وقرانا الفقيرة، مرة أخرى اندمجنا تواصلاً عبر نفاجات عدة مستفيدين من أخر ما أحدثته ثورة المعلومات والاتصالات في التواصل الاجتماعي، مستفيدين من كل نقطة ضوء، من كل منقاش حقيقة، أحدنا يضيء والآخر ينبش في جدار الظلم والزيف وتيقنا أن الصباح لنا ولأعداء الضياء كفن.
نحن بنات /أبناء السودان كلنا إيمان أن هذا النظام العاطب إلي المزابل صائر لأن استمراره يعني فناءنا أجمعين لذا وجب تغييره اليوم قبل الغد حتى نؤمن لشعبنا الفجر الذي يستحقه. تنادينا من أجل توحيد المقاومة بمختلف أشكالها وأنواعها لتبديد ظلام عتمة سلطة اللصوص الجاثمة وذلك عبر منازلته بكافة أدوات السلم المتاحة، وصولا لتحقيق الاستقرار السياسي والسلم الاجتماعي.
و تعدد اهدافها الاربعة عشر:
1. إسقاط النظام وتفكيك مؤسسات السلطة التشريعية والتنفيذية وأجهزة الدولة المسيسة.
2. وضع أسس للمحاسبة عبر القضاء وضمان محاكمة كل من ارتكب جرائم الفساد السياسي والمالي وانتهاكات حقوق الإنسان في حق أبناء شعبنا واسترداد أموال الشعب المنهوبة.
3. وضع الأسس لنظام مدني ديمقراطي تعددي تفعّل فيه الحقوق الأساسية ويضمن عدم المساس بها بواسطة السلطات العامة، ويفتح الباب للتنمية المتوازنة والتوزيع العادل للثروة.
4. إلغاء كافة القوانين المقيدة للحريات وكل القوانين المتعارضة مع المواثيق والعهود الدولية لحقوق الإنسان من القانون السوداني، وضمان الحقوق الدستورية وتأكيد المشاركة السياسية المتساوية لكل السودانيين بدون تمييز.
5. التأكيد على مبدأ الفصل بين السلطات التشريعية والقضائية والتنفيذية وضمان استقلال القضاء ومهنيته وإنفاذ أحكامه.
6. محاربة كافة أشكال التمييز والإقصاء التي عززتها سياسات النظام الأحادية تجاه أقاليم وإثنيات السودان المختلفة. ورفع الغبن والتهميش الواقع على شرق البلاد وكردفان وجبال النوبة ودارفور والنيل الأزرق وكافة أقاليم السودان وتحقيق العدالة الاجتماعية بما يضمن عدم نشوب حروب ومرارات جديدة.
7. إيقاف الحرب في دارفور والعمل على إرساء دعائم السلام في الإقليم بتطبيق العدالة وتقديم كل المسئولين عن جرائم الحرب والانتهاكات لمحاكمات عادلة وتعويض المتضررين وتحقيق مطالبهم المشروعة.
8. معالجة الآثار الاجتماعية والاقتصادية والبيئية السالبة لمشاريع البني التحتية ومشاريع استغلال الموارد الطبيعية التي أفرزتها سياسات النظام الاقتصادية الجشعة في التنمية غير المرتبطة بالإنسان، والعمل على تحقيق العدالة بإشراك المتضررين ومخاطبة مشاكل التهجير وإعادة التوطين والانتهاكات وتحقيق العائد التنموي العادل للأهالي والمتضررين من إقامة هذه المشروعات في مناطق السدود والبترول وغيرها.
9. رد الاعتبار لكل ضحايا الفصل السياسي من الخدمة المدنية والقوات النظامية والمعالجة العادلة، لآثار التشريد والتوظيف السياسي الذي ابتدعته عقلية النظام الاقصائية تحت دعاوى التمكين والصالح العام.
10. مراجعة سياسات النظام الاقتصادية الخاطئة في الاعتماد على الموارد الطبيعية الناضبة وإهمال المشاريع الإنتاجية في الزراعة والصناعة (مشروع الجزيرة مثالاً) وانهيار التعليم والصحة في ظل اختلال أولويات الإنفاق الحكومي مما فاقم من الضائقة المعيشية وانتشار العطالة وانهيار بيئة العمل والوظيفة.
11. ضمان مجانية وديمقراطية التعليم، واستقلال مؤسسات التعليم العالي وحرية البحث العلمي.
12. تمييز المرأة إيجابياً وتمكينها لحل قضاياها بصورة عادله للقيام بالدور المنوط بها في المجتمع.
13. التعامل الإيجابي مع مؤسسات دولة جنوب السودان ما يعزز العلاقات التاريخية بين البلدين، وحل القضايا العالقة التي تتصدرها قضية الجنسية والحدود وضمان حماية حقوق المواطنين في كل المجالات بما يضمن التعايش السلمي ويقلل آثار الانفصال السالبة.
14. إعادة بناء علاقات السودان الدولية على أسس التعاون لخدمة الشعوب ومعالجة آثار سياسات النظام الخاطئة تجاه المجتمع الدولي ودول الجوار بما يدعم علاقات التداخل السكاني والمصالح المشتركة والتكامل الإقليمي واستعادة سيادة البلاد.

## النشاطات
و تسعى الحركة الي تبني القضايا ذات الصلة المباشرة بحياة الناس ومعيشتهم اليومية، وصممت حملات مختلفة لتعريف الناس بحقوقهم الاجتماعية والسياسية وكما نشطت في حملات المناهضة للحرب (حملة هذه الحرب ليست باسمنا  ، حملة حقك من حقك، حملة اصلاح الخدمات الصحية في السودان ومناهضة بيع المرافق العامة...الخ) كما شاركت الحركة بفعالية في احداث يونيو - يوليو 2011    وقادت الحراك الاحتجاجي على مقتل طلاب جامعة الجزيرة بعد اعتقالهم من قبل عناصر الأمن في نوفمبر 2012 . كما قادت مع منظومات العمل السياسي والاجتماعي الأخرى الحركة هبة سبتمبر 2013 الاحتجاجية بشكل كبير الأمر الذي ادى الي اعتقال عدد كبير من قياداتها.
تسعى الحركة الي احداث التغيير الاجتماعي عبر نشر الوعي بالحقوق والطرق المستمر على قضايا الانتهاكات المنهجية من قبل النظام. معتمدة في ذلك على مبدأ اساسي ان التغيير يجب ان يحدثه الناس العاديون بصورة جماعية ويجب ان يحدث لصالحهم أيضاً.

## وصلات خارجية
- موقع الحركة على الشبكة
- صفحتنا على Facebook   على فيسبوك.
- خريطة تفاعلية للاحداث على الشبكة
- تويتر